# 赫茨冰川
54°41′S 35°58′W / 54.683°S 35.967°W
赫茨冰川（德語：Herz-Gletscher），是南極洲的冰川，位於南喬治亞島，發源自帕特森山附近，最終注入該島東岸，由德國探險隊命名，現時由英國海外領土管轄。